# 2521 Heidi
2521 Heidi је астероид главног астероидног појаса чија средња удаљеност од Сунца износи 2,792 астрономских јединица (АЈ).
Апсолутна магнитуда астероида је 11,7.